# Kamienie naturalne
Kamienie naturalne – pokłady skorupy ziemskiej pochodzenia organicznego występujące w przyrodzie tworzące minerały i skały. 

## Podział
W zależności od formacji geologicznej oraz składu wewnętrznego, kamienie naturalne dzieli się na cztery główne grupy:
1. jednorodne skały krystaliczne (takie jak wapień, marmur, gips, alabaster itp.)[1],
2. różnorodne skały krystaliczne (do których zaliczamy granit, sjenit, porfir, bazalt itd.)[1],
3. spojone okruchowce (na przykład piaskowce, łupki itd.)[1],
4. luźne okruchowce (w tym piasek, żwir, margiel, glina itd.)[1].